# ギャルハント
『ギャルハント』（Comment draguer toutes les filles...）は、1981年に公開されたフランスの映画。ミシェル・ヴォコレが監督し、イヴ・トゥイエが出演した。

## キャスト
※括弧内は日本語（テレビ版・初回放送1987年3月12日 TBS『木曜ロードショー』）
- アラン：イヴ・トゥイリエ（井上和彦）
- オリビエ：エマニュエル・カーセン（難波圭一）
- エリック：ジャン＝リュック・アズラ（塩屋翼）
- シルヴィ：シャーロット・ワリオール（岡本麻弥）
- マキシム：ミシェル・ヴォコレ（小林勝彦）
- マリーズ：ミシェル・ベルニエ
- アンドレ：マルコ・ペラン（加藤正之）
- スタンドの男：ギー・ピエロー（広瀬正志）
- 修道女：ジネット・ガルサン（鈴木れい子）
  - その他吹替：片岡富枝、有馬瑞香

## スタッフ
- 監督：ミシェル・ヴォコレ
- 脚本：フィリップ・タオ
- 製作総指揮：ジャン＝マルク・イジー
- 撮影：クロード・ベコニー
- 編集：クラウディオ・ベンチュラ
- 音楽：ジャン・ブーシェティ、ロジャー・キャンディ

日本語版
- 演出：清水勝則
- 翻訳：柴田香代子
- 調整：兼子芳博
- 選曲：河合直
- 効果：南部満治、大橋勝次
- プロデューサー：上田正人
- 制作：東京放送、ザック・プロモーション